# Top Landing
Top Landing (トップランディング?, Toppu Randingu) è un videogioco di simulazione di aerei per arcade edito dalla Taito nel 1988. È il seguito di Midnight Landing, il quale utilizza una grafica 3D poligonale.
È stato emulato per la prima volta nel 2024 sul Taito Egret II Mini, un cabinato miniaturizzato dedicato al retrogaming contenente circa settanta preinstallati classici della compagnia.

## Modalità di gioco
Il gameplay di Top Landing è rimasto tale e quale il predecessore, solo che viene aggiunto il primo vero livello riguardante la fase di decollo, nella quale il giocatore si sposta in una posizione designata sulla pista come indicato e decollerà. Non c'è game over in questo livello anche se fallisce a causa dello scadere del tempo. Inoltre si può ora scegliere l'aeroporto su cui si preferisce andare, ma poiché ogni aeroporto ha condizioni meteorologiche diverse (soleggiato, nuvoloso, piovoso) e lunghezze di pista diverse, bisogna prendere in considerazione la direzione e la velocità del vento, che diventano più intense man mano che si avanza nel gioco.

### Tappe
- Tokyo
- Osaka
- Fukuoka
- Rio de Janeiro
- Washington
- San Francisco
- Parigi
- Sydney

## Accoglienza
In Giappone, la rivista Game Machine elencò Top Landing nel numero del 15 gennaio 1990 come la quinta unità arcade di maggior successo del 1989.